# Struck by lightning
Struck by Lightning es una película escrita y protagonizada por Chris Colfer y dirigida por Brian Dannelly. Nos habla de un joven que, tras morir por el impacto de un rayo, narra el modo en el que chantajeó a sus compañeros de instituto para que contribuyeran a su revista literaria. El film fue producido por Chris Colfer y Glenn Rigberg.

## Sinopsis
La historia es contada en flashback desde la perspectiva de Carson Phillips, alumno de la preparatoria Clover, después de que él es golpeado por un rayo en la escena inicial de la película. El flash se respalda a continuación y muestran cómo chantajeó a sus compañeros de clase para la edición de una revista literaria. Su madre, Sheryl Phillips también está buscando una manera de reencontrarse con su hijo mientras se prepara para ir a la universidad.
Colfer dijo "Es la más emocionante y la cosa más aterradora que he hecho. Lo escribí para los niños en la escuela secundaria que son autoexigentes en su propio derecho y poco apreciada por él, al igual que yo. Creo que es muy sarcástico y muy real. Espero que demuestre que todavía hay montones y montones de niños inteligentes en el mundo. Se trata de niños inteligentes y no se trata de niños estúpidos que quieren echar un polvo, y ese es su mayor objetivo en la vida."

## Filmación
El rodaje tuvo lugar entre el 12 de julio y el 4 de agosto de 2011, tras la finalización de Colfer en la gira del Tour Glee y antes del inicio del rodaje de la temporada 3 de Glee.

## Reparto
La película cuenta con una gran cantidad de actores jóvenes conocidos por otros papeles que interpretaron.  
- Chris Colfer como Carson Phillips[4]
- Christina Hendricks como April[4]
- Sarah Hyland como Claire Matthews[1]
- Ashley Rickards como Vikki Jordan.[5]
- Allison Janney como Sheryl Phillips.[1]
- Dermot Mulroney como Neal Phillips.[1]
- Allie Grant como Remy Baker.[6]
- Robbie Amell como Justin Walke.r[6]
- Matt Prokop como Dwayne Michaels.[7]
- Polly Bergen como Grandma.[6]
- Adam Kolkin como Young Carson Phillips.[8]
- Graham Rogers como Scott Thomas.
- Angela Kinsey como Counselor.[6]
- Brad Henke[6]
- Carter Jenkins como Nicholas Forbes.[6]
- Rebel Wilson como Malerie.[9]
- Lauren López como Hideous Girl.[10]
- Taylor Clarke-Pepper como Dog Walker (sin acreditar)